# Kiernan Shipka

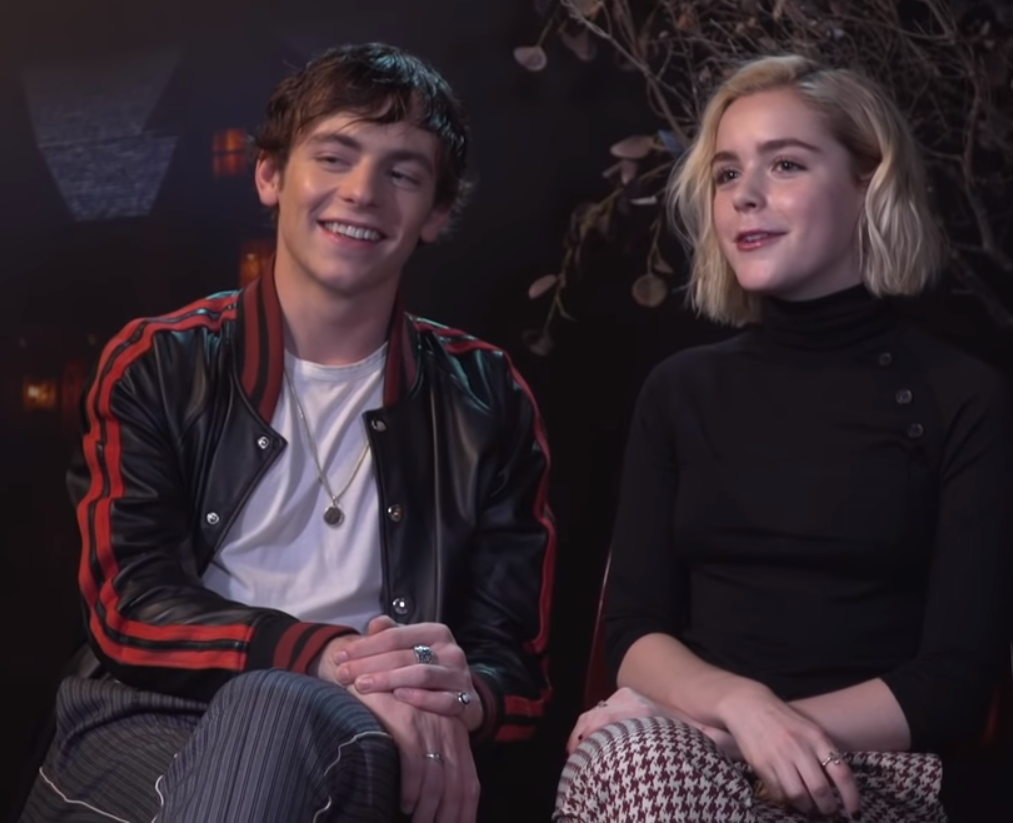
Ross Lynch i Kiernan Shipka

Kiernan Shipka (ur. 10 listopada 1999 w Chicago) – amerykańska aktorka filmowa i telewizyjna. Karierę rozpoczęła jako aktorka dziecięca. Wcielała się w postać Sally Draper w serialu Mad Men, wystąpiła w głównych rolach w filmach Jeden, dwa i Zło we mnie, w latach 2018–2020 występowała jako Sabrina Spellman w Chilling Adventures of Sabrina.

## Życiorys
Urodziła się 10 listopada 1999 w Chicago.
Występowała w takich filmach jak: Ciało bardzo niepedagogiczne (2008), Zaginiony ląd (2009), Wolna chata (2009), pojawiła się w rolach gościnnych w serialach Detektyw Monk (2006), Cory w Białym Domu (2007), Herosi (2007), Nie zadzieraj z zołzą spod 23 (2012, jako ona sama) i Unbreakable Kimmy Schmidt (2015), a także w takich programach jak Mad TV (2007), czy Jimmy Kimmel Live! (2007–2009, 6 odcinków).
Użyczała głosu w takich filmach jak Psy i koty: Odwet Kitty (2010) i Marnie. Przyjaciółka ze snów (2015, angielski dubbing) oraz serialach Legenda Korry (2012–2014, 25 odcinków) i Jej Wysokość Zosia (2013–2018, 2 odcinki oraz Jej Wysokość Zosia: Pałac na wodzie) i w pojedynczych epizodach Amerykańskiego taty i Family Guya.
W latach 2007–2015 występowała w roli Sally Draper, córki głównego bohatera, w nagradzanym serialu Mad Men, pojawiła się w 89 odcinkach. W 2015 wystąpiła w głównych rolach w filmach Jeden, dwa (reż. Andrew Droz Palermo) oraz Zło we mnie (reż. Oz Perkins). W 2017 wystąpiła w 5 odcinkach antologii Konflikt: Bette i Joan jako B.D. Merrill, córka Bette Davis. W latach 2018–2020 występowała jako Sabrina Spellman, tytułowa bohaterka w Chilling Adventures of Sabrina.
Otrzymała 7 nagród branżowych oraz 20 nominacji.

## Filmografia

### Filmy
| Rok  | Tytuł                        | Rola                       | Uwagi |
| ---- | ---------------------------- | -------------------------- | ----- |
| 2007 | Dimension                    | Molly                      |       |
| 2008 | Ciało bardzo niepedagogiczne | Sarah                      |       |
| 2009 | A Rag Doll Story             | Girl                       |       |
| 2009 | Zaginiony ląd                | dziecko                    |       |
| 2009 | Zabójczy wirus               | Jodie                      |       |
| 2009 | Wolna chata                  | Tammy Tawber               |       |
| 2010 | Psy i koty: Odwet Kitty      | dziewczynka na placu zabaw |       |
| 2010 | The Ryan and Randi Show      | Lala La Lala               |       |
| 2010 | Squeaky Clean                | Emily                      |       |
| 2012 | The Empty Room               | Juliet                     |       |
| 2013 | Very Good Girls              | Eleanor                    |       |
| 2013 | We Rise Like Smoke           | młoda Kyler                |       |
| 2014 | The Edge of the Woods        | Alice                      |       |
| 2015 | Jeden, dwa                   | Eva                        |       |
| 2015 | Marnie. Przyjaciółka ze snów | Marnie (voice)             |       |
| 2015 | Fan girl                     | Telulah "Lu" Farrow        |       |
| 2015 | Zło we mnie                  | Kat                        |       |
| 2019 | Cisza                        | Ally Andrews               |       |
| 2019 | W śnieżną noc                | Angie / The Duke           |       |
| 2024 | Czerwona Jedynka             | Gayla                      |       |

### Telewizja
| Rok       | Tytuł                          | Rola                     | Uwagi         |
| --------- | ------------------------------ | ------------------------ | ------------- |
| 2006      | Detektyw Monk                  | Dziewczynka              |               |
| 2006      | The Angriest Man in Suburbia   | Lola                     |               |
| 2007      | Cory w Białym Domu             | Koleżanka Sophie         |               |
| 2007      | MADtv                          | Smutne dziecko           |               |
| 2007      | Herosi                         | Dziewczynka w ogniu      |               |
| 2007–2009 | Jimmy Kimmel Live!             | różne role               |               |
| 2007–2015 | Mad Men                        | Sally Draper             |               |
| 2011      | Smooch                         | Zoe Cole                 |               |
| 2012      | Nie zadzieraj z zołzą spod 23  | Kiernan Shipka           |               |
| 2012–2014 | Legenda Korry                  | Jinora                   | głos          |
| 2013–2018 | Jej Wysokość Zosia             | Oona                     | głos          |
| 2014      | Kwiaty na poddaszu             | Cathy Dollanganger       |               |
| 2015      | Unbreakable Kimmy Schmidt      | Kymmi                    |               |
| 2017      | Konflikt: Bette i Joan         | B.D. Hyman               |               |
| 2017      | Amerykański tata               | uczennica                | głos          |
| 2017      | Głowa rodziny                  | śpiewająca cheerleaderka |               |
| 2017      | Neo Yokio                      | Helenist                 | głos          |
| 2018–2020 | Chilling Adventures of Sabrina | Sabrina Spellman         | tytułowa rola |